# Rathcormac
Rathcormac (iriska: Ráth Chormaic, engelska: Rathcormack) är en ort i republiken Irland.   Den ligger i grevskapet County Cork och provinsen Munster, i den södra delen av landet, 200 km sydväst om huvudstaden Dublin. Rathcormac ligger 56 meter över havet och antalet invånare är 1 534.
Terrängen runt Rathcormac är platt åt sydost, men åt nordväst är den kuperad. Rathcormac ligger nere i en dal.Runt Rathcormac är det glesbefolkat, med 20 invånare per kvadratkilometer. Närmaste större samhälle är Fermoy, 6,6 km norr om Rathcormac. Trakten runt Rathcormac består i huvudsak av gräsmarker.